# Czerkaśki Mawpy Czerkasy
Czerkaśki Mawpy Czerkasy (ukr. Баскетбольний клуб «Черкаські Мавпи» Черкаси, Basketbolnyj Kłub "Czerkaśki Mawpy" Czerkasy) – ukraiński klub koszykarski, mający siedzibę w mieście Czerkasy.

## Historia
Chronologia nazw:
- 2003: BK Riatiwnyk-Czerkasy (ukr. БК «Рятівник-Черкаси»)
- 2004: BK Czerkaśki Mawpy Czerkasy (ukr. БК «Черкаські Мавпи» Черкаси)

Klub koszykarski Riatiwnyk-Czerkasy został założony w Czerkasach w 2003 roku. W 2004 zmienił nazwę na Czerkaśki Mawpy Czerkasy. W sezonie 2004/05 zespół rozpoczął występy w Wyższej Lidze Ukrainy, zdobywając awans do Superligi Ukrainy. W debiutanckim sezonie 2005/06 zajął 4.miejsce. W sezonie 2008/09 grał w Ukraińskiej Lidze Koszykówki (UBL), w którym zajął 4.miejsce. W 2009, po połączeniu dwóch lig, a mianowicie UBL i Superligi, spadł do Wyższej Ligi. W 2011 zajął pierwsze miejsce i wrócił do Superligi. W 2018 zdobył tytuł mistrza.

## Sukcesy
- mistrz Ukrainy: 2018
- półfinalista Pucharu Ukrainy: 2016

## Struktura klubu

### Hala
Klub koszykarski rozgrywał swoje mecze domowe w hali Kompleksu Sportowego Budiwelnyk w Czerkasach, który może pomieścić 1500 widzów.